# Каменная Лубна
Ка́менная Лубна́ — село Докторовского сельсовета Лебедянского района Липецкой области России.
Селение возникло в конце XVII века. По данным 1710 года — село, числившееся за патриархом (см. село Донское).
Прежде село называлось Лубна́. Оба название — по реке Лубне. Определение каменная — по выходу на поверхность в этих местах камня.
На противоположном берегу реки находится село Спасское Чириково.

## Население
| 1859 | 1897  | 2010 |
| ---- | ----- | ---- |
| 1102 | ↘1086 | ↘272 |